# Isadore Blumenfeld
Pour les articles homonymes, voir Blumenfeld et Cann.
Isadore Blumenfeld dit Kid Cann, 8 septembre 1900 — 21 juin 1981 est un mafieux américain, membre de la Yiddish Connection.

## Biographie
Isadore Blumenfeld est né en 1900 en Roumanie à Râmnicu Sărat, dans le comté de Buzau, dans une famille juive. Selon des documents de naturalisation de l'immigration aux États-Unis, ses parents ont émigré en Amérique en 1902 via le port de Duluth, dans le Minnesota. Son père, un fourreur, s'installe à Minneapolis. Pendant son enfance, Isadore a dû quitter l'école et soutenir sa famille en vendant des journaux à Minneapolis. À l'époque, les meilleurs emplacements de vente devait être tenus par la force contre les gangs d'autres garçons. Kid Cann racontait des histoires sur la façon dont il avait fait de l'argent supplémentaire en ramassant les jetons de bus et en les revendant. Exaspéré par la pauvreté de sa famille, il s'est tourné vers les courses et dans le proxénétisme dans le quartier rouge de Minneapolis.
Au début de la prohibition, Kid Cann et ses frères sont devenus les principales figures de la mafia américaine. Ses liens avec Chicago et New York datent de l'époque de la Prohibition.
Selon un procès, il a importé de l'alcool de qualité industrielle du Canada, soi-disant pour leur usine de parfum, et détourné à leurs distilleries illégales dans les forêts près de Fort Snelling.
Blumenfeld et ses frères, Harry Bloom et Yiddy Bloom (leur nom de famille a été changé à cette époque) ont tenu un pouvoir considérable sur les quartiers juifs de Minneapolis et ont supervisé les activités illégales telles que la contrebande, la prostitution et le racket du travail. Selon le journaliste Paul Maccabee, la rivalité entre Kid Cann et la mafia irlandaise de Minneapolis s'est terminé après que lui et le patron de la mafia irlandaise Tommy Banks se sont réparti leurs territoires.
Un certain nombre de décès sont attribués à lui et sa bande, y compris les journalistes qui ont été tués après avoir écrit des articles dénonçant les rouages de son organisation ainsi que ses liens de corruption des politiciens de plusieurs partis. Il y avait un degré élevé de corruption politique et civile dans la région dans les années 1920 et 1930. Le reporter Howard Guilford a été abattu le 6 septembre 1934 et le journaliste Arthur Kasherman a été tué le 22 janvier 1945.
En 1959, il a été reconnu coupable par un juge fédéral de transport d'une prostituée de Chicago nommée Virginia Tollefson à-travers les frontières étatiques. Bien que cette condamnation ait ensuite été annulée en appel, il a de nouveau été jugé et reconnu coupable de subornation du jury et d'extorsion de pots de vin des bars et des discothèques à Minneapolis, obtenus sous la menace d'être privés de permis d'alcool. Au cours de la phase d'enquête de ce procès, il a été révélé que Kid Cann recevait de l'argent d'un casino de Las Vegas.
Après sa sortie de prison, il a déménagé à Miami Beach, en Floride, avec son ami Meyer Lansky. Ils auraient continué à faire de l'argent grâce à des activités illégales, mais ils ont changé de tactique, se concentrant plutôt sur la fraude boursière, le blanchiment d'argent et les transactions immobilières. Il a fréquemment rendu visite à sa famille et ses amis dans le Minnesota et a déclaré à un journaliste de Minneapolis, en 1976, qu'il avait refusé une offre d'écrire ses mémoires. Il a déclaré : « Je n'ai rien à dire, vraiment ». Il est mort dans le Mont Minneapolis, au Sinai Hospital, d'une maladie cardiaque, à l'été 1981. 
Kid Cann est enterré au cimetière Adath Yeshurun à Edina dans le Minnesota.